# Doctor Juan León Mallorquín

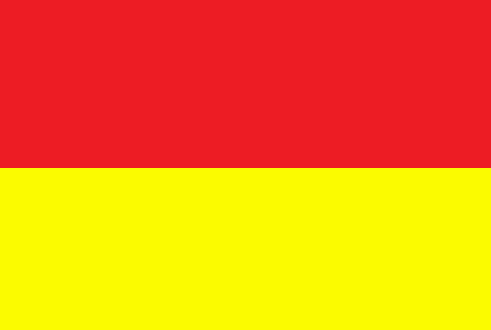
Bandeira

Doctor Juan León Mallorquín é um distrito do Paraguai localizado no departamento do Alto Paraná.

## Transporte
O município de Juan León Mallorquín é servido pela seguinte rodovia:
- Ruta 07, que liga a Ponte da Amizade (BR-277 - estado do Paraná) ao município de Coronel Oviedo [1][2][3]